# Epoki (cykl)
Epoki (ang. Epochs) – cykl wierszy Emmy Lazarus, opublikowany pierwotnie w zbiorze Admetus i inne wiersze.
Cykl składa się z szesnastu krótkich utworów zatytułowanych kolejno: Youth (Młodość), Regret (Żal), Longing (Tęsknota), Storm (Burza), Surprise (Niespodzianka), Grief (Smutek), Acceptance (Akceptacja), Loneliness (Samotność), Sympathy (Sympatia), Patience (Cierpliwość), Hope (Nadzieja), Compensation (Rekompensata), Faith (Wiara), Work (Praca), Victory (Zwycięstwo) i Peace (Pokój).
Wiersze są pisane przy użyciu kunsztownych form dawnej poezji europejskiej, między innymi sekstyny i strofy królewskiej.
 One who through conquered trouble had grown wise, 

 To read the grief unspoken, unexpressed, 

 The misery of the blank and heavy eyes,— 

 Or through youth’s infinite compassion guessed 

 The heavy burden,—such a one brought rest, 

 And bade her lay aside her doubts and fears, 

 While the hard pain dissolved in blessed tears.

 (Sympathy)
William B. Cairns opisuje omawianą sekwencję słowami: „Epoki to cykl wierszy z prostymi lirycznymi wzruszeniami, który z wielką delikatnością porusza poważne problemy życiowe”.
Fragmenty cyklu znalazły się w internetowej Antologii poezji angielskiej.